# John Pendleton King
John Pendleton King, född 3 april 1799 i Glasgow i Kentucky, död 19 mars 1888 i Summerville i Georgia, var en amerikansk politiker (demokrat). Han representerade delstaten Georgia i USA:s senat 1833–1837.
King studerade juridik och inledde 1819 sin karriär som advokat i Augusta, Georgia. Han åkte till Europa för studier 1822–1824 och återvände sedan till arbetet som advokat i Augusta. Han arbetade som domare 1831–1833.
Senator George Troup avgick 1833 och efterträddes av King. Han avgick fyra år senare och efterträddes i sin tur av Wilson Lumpkin.
King var verkställande direktör för Georgia Railroad & Banking Co. 1841–1878. Hans grav finns på St. Paul's Churchyard i Augusta.